# Bartošovice
Bartošovice (niem. Partschendorf) – gmina w Czechach, w powiecie Nowy Jiczyn, w kraju morawsko-śląskim. Według danych z dnia 1 stycznia 2012 liczyła 1662 mieszkańców.
Dzieli się na dwie części:
- Bartošovice
- Hukovice

Miejscowość po raz pierwszy wzmiankowana w 1383.
Według austriackiego spisu ludności z 1900 roku Bartošovice miały 2006 mieszkańców, z czego większość była niemieckojęzycznymi (1922) katolikami (1973).

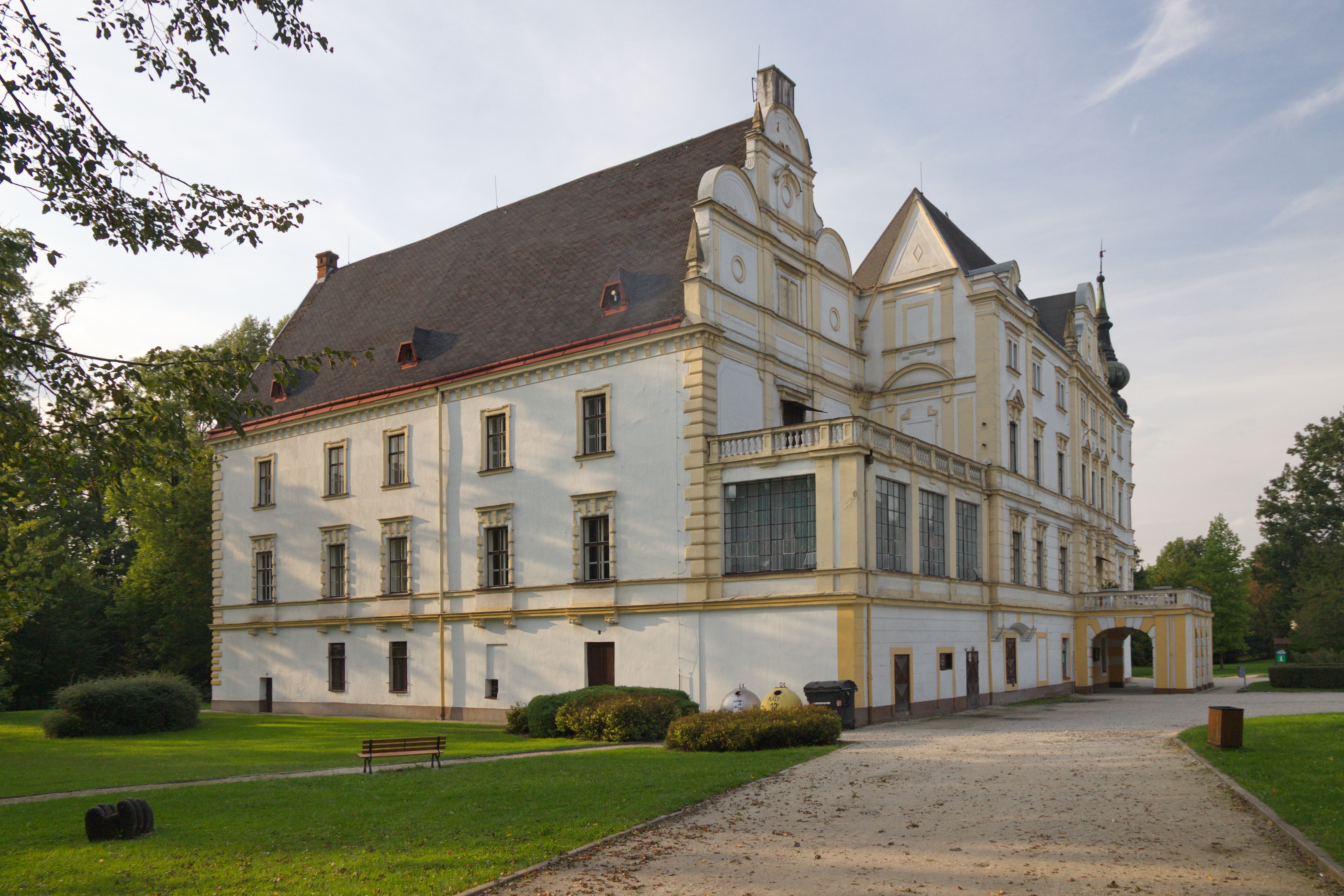
Zamek Bartošovice